# Via Collatina

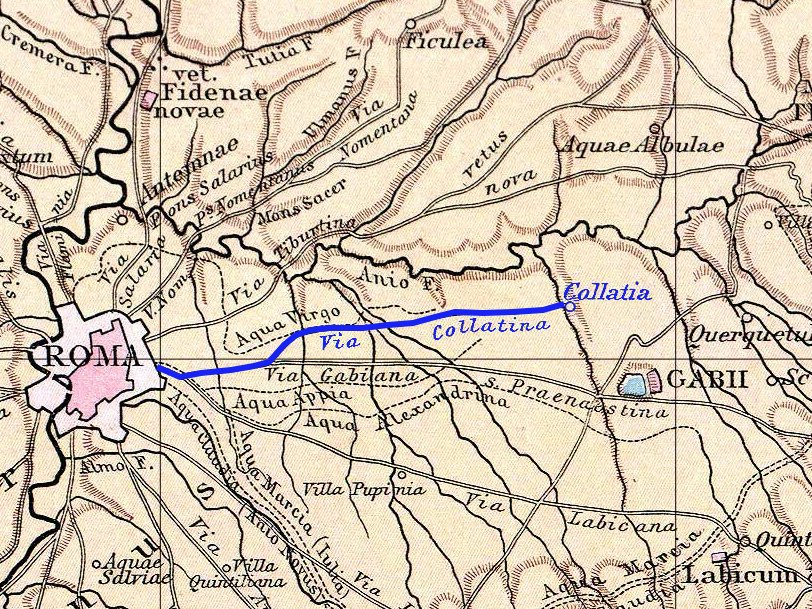
Il tracciato della antica via Collatina

Via Collatina è un'antica strada del Lazio, il cui tracciato risale all'antica Roma.

## Descrizione
Il primo tratto, oggi non più esistente, usciva dalle mura Aureliane insieme alla via Tiburtina presso Porta Tiburtina, e corrispondeva nel quartiere di San Lorenzo alle attuali via dei Falisci e via degli Apuli, in direzione dello scalo ferroviario, dove oltrepassava il fosso della Marranella per proseguire nel quartiere di Casal Bertone sul percorso di via del Borghetto Malabarba. Questo tracciato, rimasto fino alla seconda metà del XIX secolo, era noto come via di Malabarba.
Da via di Portonaccio fiancheggiava sul lato nord l'acquedotto dell'Aqua Virgo, in gran parte interrato, del quale costituiva la strada di servizio per la manutenzione, seguendo il percorso attuale della ferrovia Roma-Pescara.
Il percorso moderno inizia invece da via Prenestina, nel quartiere di Villa Gordiani, dopo l'omonimo parco.
Al VI miglio incontra Casale Boccaleone, nel quartiere Collatino, con la fontana con testa leonina. All'VIII miglio iniziava l'acquedotto Virgo.
La strada termina al castello di Lunghezza.
Il suo prolungamento giungeva sino all'antica città di Gabii, e una diramazione attraversava il fiume Aniene presso ponte Lucano ricollegandola alla via Tiburtina.

## Scavi archeologici
Nel 2008 sono stati dissotterrati due tratti della Collatina antica nei pressi del centro commerciale Roma Est a Ponte di Nona, alcuni chilometri all'esterno del Grande Raccordo Anulare, che si presume essere fra il VII e l'VIII miglio misurato dalla Porta Tiburtina. Il primo è di una decina di metri, accanto alla rotatoria tra le vie Cicali e Colonnetti, il secondo, più lungo, accanto alla rotatoria all'angolo sudorientale del centro commerciale. Lo stato di conservazione dei due spezzoni di strada è eccellente, soprattutto il secondo, migliore persino di quello della regina viarium Appia.
Un altro breve tratto, abbastanza ben conservato, è venuto alla luce durante i lavori per la realizzazione del parco Fabio Montagna in zona La Rustica, all'interno del GRA. In parte è stato rinterrato, in parte è visibile all'interno del parco.